# Zeng Xiujun
Zeng Xiujun, född 10 februari 1979, är en friidrottare från Kina. Hon deltog vid olympiska sommarspelen 2000.